# Походяев, Данила Денисович
Походяев Данила Денисович (род. 4 февраля 2001, Барнаул, Россия) — российский профессиональный баскетболист, играющий на позиции тяжёлого форварда.

## Начало карьеры
Походяев родился в Барнауле и начал заниматься баскетболом в ДЮСШ «Победа» в Барнауле. Первым тренером была Лебедева Юлия Геннадьевна.
Затем Походяев занимался баскетболом в барнаульской СДЮШОР «АлтайБаскет».
В сезоне 2015/2016 Походяев переехал в Москву в ДЮБЛ РФБ. 
С сезона 2016/2017 Походяев занимался в системе московского ЦСКА.
Привлекался в сборные России различных возрастов. Участник чемпионатов Европы U16 (2017), U18 (2019) и U20 (2021).

## Карьера
После нескольких сезонов в молодежной и второй командах ЦСКА Походяев провел сезон 2021/2022 в ревдинском «Темп-СУМЗ», выступающем в Суперлиге.
После «Темп-СУМЗ» Походяев перешел в пермскую «Парму» из Единой лиги ВТБ. Провел в «Парме» сезон 2022/2023.
После «Пармы» Походяев перешел в московскую «Руну». Ушел из «Руны» после окончания сезона из-за расформирования клуба.
Сезон 2024/2025 провел в казахстанской «Астане».
Летом 2025 года перешел в «Самару».